# Isabelle Vandenabeele
Isabelle Vandenabeele (Blankenberge, 15 februari 1972) is een Belgisch illustrator. Voor haar werk als illustratrice heeft Vandenabeele diverse prijzen gewonnen.

## Carrière
Ze studeerde achtereenvolgens grafische vormgeving en grafiek aan het Sint-Lucas Instituut te Gent. Haar debuut als illustratrice maakte ze met de illustraties voor het boek Kind van Geert De Kockere uit 2001. Voor dit werk ontving ze in 2002 een Boekenpluim. In opdracht van Stichting Lezen maakte ze in 2003 illustraties voor de Vlaamse jeugdboekenweek. Ze ontwierp hiervoor affiches, bladwijzers en briefkaarten. 
Voor het boek Rood Rood Roodkapje uit 2003 werkte ze samen met Edward van de Vendel. Van de Vendel verzorgde de tekst en Vandenabeele de illustraties. De illustraties voor dit werk werden getoond op de Salon du livre de la Jeunesse (Jeugdboekenbeurs) in Montreuil, Parijs. Voor haar illustraties van het boek won Vandenabeele in 2003 de Plantin-Moretusprijs en in 2004 een Zilveren Penseel. 
Met de illustraties voor het boek Mijn schaduw en ik van Pieter van Oudheusden ontving Vandenabeele in 2005 een speciale vermelding op Ilustrate en in 2006 een Boekenpauw. In 2009 won ze de vierde editie van Ilustrarte.

### Methode
Vandenabeele werkt met lithografie, houtsneden en etsen.

## Illustratiewerk (selectie)
- Illustraties voor de Vlaamse jeugdboekenweek (2003)
- Rood Rood Roodkapje (2003)
- Kriebels en andere verhalen (2004)
- Roodwaternacht (2010)
- We waren klaar (2018)
- Bertken (2019)

## Prijzen
- 2009: Winnaar ilustrarte[3]
- 2006: Boekenpauw voor Mijn schaduw en ik[4]
- 2005: Speciale vermelding Ilustrarte voor Mijn schaduw en ik
- 2004: Zilveren Penseel voor Rood Rood Roodkapje
- 2003: Plantin-Moretusprijs voor Rood Rood Roodkapje
- 2002: Boekenpluim voor Kind
- 1998: eervolle vermelding illustratorenwedstrijd Vlaamse Reuzen voor Reuze